# Calotis cuneata
Calotis cuneata là một loài thực vật có hoa trong họ Cúc. Loài này được (F.Muell. ex Benth.) G.L.Davis mô tả khoa học đầu tiên năm 1952.